# Victory (album The Jacksons)
Victory – piąty album The Jacksons wydany przez Epic Records. Victory to jedyny album przy którym pracowała cała szóstka braci Jackson: Michael, Jermaine, Tito, Marlon, Randy i Jackie.

## Lista utworów
1. "Torture" (Jackie Jackson, Kathy Wakefield) – 4:53
2. "Wait" (Jackie Jackson, David Paich) – 5:25
3. "One More Chance" (Randy Jackson) – 5:06
4. "Be Not Always" (Michael Jackson, Marlon Jackson) – 5:36
5. "State of Shock" (with Mick Jagger) (Randy Hansen, Michael Jackson) – 4:30
6. "We Can Change the World" (Tito Jackson, Wayne Arnold) – 4:45
7. "The Hurt" (Michael Jackson, Randy Jackson, David Paich, Steve Porcaro) – 5:26
8. "Body" (Marlon Jackson) – 5:06

## Odrzuty
- "There Must Be More to Life Than This" (z Freddiem Mercurym)
- "Doing Dirty"
- "Far Far Away"
- "Power"
- "Bad Company"
- "Pyramid Girl" (wczesna wersja "Liberian Girl" Michaela Jacksona)
- "Nona"
- "Born to Love"
- "Still in Love with You"
- "Tender"
- "Buffalo Bill"
- "Victory" (istnieje kilka wersji utworu, solowa Michaela Jacksona, w duecie z Freddiem Mercurym i wersja nagrana z całym zespołem Queen)

## Twórcy
- Michael Jackson (śpiew; perkusja; teksty)
- Jackie Jackson (śpiew; teksty)
- Tito Jackson (gitara; śpiew; keybord, syntezator; teksty)
- Marlon Jackson (śpiew, keyboard, teksty)
- Randy Jackson (śpiew, teksty)
- Jermaine Jackson (śpiew)